# MiyaGi & Andy Panda
MiyaGi & Andy Panda — осетинський реп-дует з міста Владикавказ, що був утворений в 2015 році. Колектив складається з двох виконавців, відомих під сценічними псевдонімами: «MiyaGi» — Азамат Кудзаєв і «Andy Panda (Эндшпиль)» — Сослан Бурнацев. Обидва учасники є фігурантами бази Миротворець за незаконну гастрольну діяльність в тимчасово окупованому Криму.

## Біографія

### MiyaGi
Азамат Кудзаєв народився 13 грудня 1990 року у Владикавказі. Батько — відомий хірург і керівник Центру ортопедії та естетичної хірургії в Північній Осетії — Казбек Урусханович Кудзаєв. Закінчив медичну академію. Займається репом з 2007 року. У 2007—2013 рр. виступав під псевдонімом Shau, потім змінив його на MiyaGi. Свій псевдонім узяв на честь містера Міягі з фільму «Хлопець-каратист». 2009 року Азамат вступив в творче об'єднання Dope rec, куди також, крім Ендшпіля, входили Намо Мініган, Shuga, Irbis, Aca6, SH Kera, група The GuyS в складі Amigo і Макса. У серпні 2014 року Азамат заснував власний лейбл Asata, куди, крім нього, увійшли Намо Мініган і Amigo. За час перебування в Asata Азамат випустив, що стали успішними на той момент, кліпи на треки «Колібрі», «Дім», «Бонні». У вересні 2017 роки випустив сольний сингл «Sunshine». 18 травня 2018 року, після довгої перерви вийшов сингл «Сонная Лощина». 5 липня того ж року вийшов сингл «Captain». 6 жовтня вийшов черговий сингл «Sorry». 13 листопада вийшов спільний трек з KADI «Родная пой». 23 грудня став гостем в пісні KADI «Colors». 4 січня 2019 випустив експериментальний клубний трек «Fantasy». 3 квітня випустив перший трек з майбутнього сольного альбому «Angel».

### Ендшпіль (Andy Panda)
Сослан Бурнацев народився 2 жовтня 1995 року під Владикавказом. В юності грав у футбол за юнацьку команду «Аланія» Владикавказ. Здобув освіту технолога. Почав займатися репом з 16 років. Свій псевдонім узяв під враженням від фільму «Пекельний ендшпіль». 2012 року вступив в об'єднання Dope rec, яке покинув в 2014 році. У тому ж році випустив дебютний сольний альбом «Накипь», а через рік випустив другий альбом «Тютелька в тютельку». Також в 2015 році вийшов спільний альбом Ендшпіль і владикавказького репера SH Kera «Бездельники». У березні 2018 року, після піврічної перерви вийшов сингл «It's My Life» за участі TumaniYO. Сослан представився з новим псевдонімом Andy Panda, випустивши трек «Intro». 14 серпня 2018 року вийшов новий трек «Коконъ». 21 грудня 2018 року Andy Panda представив свій новий сольний трек «Брат передал», також випустив кліп на YouTube. 8 березня, виконавець Dose, що працює нині зі Скріптонітом, вирішив порадувати шанувальників спільним треком з Andy Panda під назвою «Танцювала». 25 березня вийшов сингл «I Wanna Feel The Love», спільно з Castle. 5 квітня вийшов спільний трек з Скріптонітом, 104, TumaniYo і Miyagi під назвою «Billboard».

## Історія дуету
MiyaGi і Ендшпіль спочатку виступали окремо. Але варто зазначити, що в 2013 році вийшов спільний альбом Ендшпіля, Намо мініган і MiyaGi під назвою «ЭNaMi». Також за час перебування обох артистів в Dope Records вийшли їх спільні пісні: Ма Джа (feat. SH Kera), Шуба-дуба (feat. SH Kera, Намо Мініган), Некуда идти (feat. Aca6), Клевета (feat. Aca6, Намо Мініган). Азамат вирішив створити дует з Сосланом в 2015 році. Першою роботою дуету став сингл «Санавабіч», який вийшов разом з кліпом в 2015 році. Дует у 2015 році взяли участь у пісні Елджея «Музыка». А також була спільна пісня «Релизы» з учасником групи «Каспійський Груз» Анаром Зейналов (ВесЪ).
В одному інтерв'ю репер Ендшпіль сказав що спочатку артисти хотіли приєднатися до лейблу Gazgolder, який своєю чергою тісно пов'язаний з Газпром-медіа, але натомість створюють власний лейбл.
Об'єднавши свої творчі зусилля, MiyaGi і Ендшпіль вже навесні 2016 року випустили перший альбом Hajime, що складається з дев'яти пісень, а вже восени цього ж року, вийшла друга частина, в яку увійшло 8 треків. 2016 року вийшло 5 синглів: «За Идею», «В Последний Раз», «Кайф», «Нутро», «#ТАМАДА», «Моя Банда», разом з МанТана.
У червні 2017 року вийшов кліп на пісню «I Got Love», який входить в альбом Hajime, pt. 2, і тим самим став найпопулярнішим кліпом в Росії і в країнах СНД, набравши станом на березень 2021 року 508 млн переглядів на YouTube.
На початку квітня 2017 року дует випускає новий кліп на пісню «Райзап» з майбутнього альбому «Умшакалака». Після прем'єри кліпу «I Got Love», Азамат і Сослан випустили третій повноформатний альбом «Умшакалака» за участю одного з перших реперів Північної Осетії Романа Цопанова під сценічним псевдонімом Amigo.
У 2017 році також вийшло 5 синглів: спільний трек «Pappahapa» зі Старим Гномом і групою ОУ74, «No Reason» c Truwer, «DLBM» за участю музичного продюсера Nerak, і також з ним був «Именно Та», "When I Win ". 2017 року вийшов спільний сингл з Тіпсі Типом «Красота».
Пісня «Половина Моя» увійшла в топ-30 найбільш прослуховує композицій сайту ВКонтакте за 2017 рік.
13 липня 2018 року, після піврічної перерви, вийшов промоутер-сингл «Дама». Він увійшов до нового альбому Hajime, pt. 3, який є завершенням трилогії Hajime, pt. 1 і Hajime, pt. 2 і складається з десяти пісень. Реліз відбувся 20 липня 2018 року. 30 липня того ж року вийшов бонус-сингл нового альбому «In Love» за участю KADI.
Альбоми Hajime, pt. 1 і Hajime, pt. 2, а також сингл «I Got Love» стали мультиплатиновими. Обидві платівки отримали 4-кратний платиновий статус (більше 80 тис. проданих копій). Продажі синглу «I Got Love» перевищили позначку в 600 тис. копій, що прирівнюється 3 платиновим дискам.
14 серпня 2018 року вийшов саундтрек «Hustle» до документального фільму «Charisma» і спільний трек з TumaniYO «Dance Up». А через кілька місяців вийшов спільний трек з Рем Дигга «Untouchable».
10 січня 2019 вийшов спільний трек з американським виконавцем з Лос-Анджелеса Moeazy «Freedom». 17 січня вийшов сингл «Freeman». 15 березня вийшов трек, спільно з TumaniYO, під назвою «Force». 11 квітня вийшов трек, під назвою «Get Up».
3 і 10 квітня 2020 відповідно вийшли треки «Utopia» і «Мало Нам» — сингли з майбутнього альбому під назвою «YAMAKASI».
17 липня відбувся реліз альбому «YAMAKASI».

## Особисте життя
7 вересня 2017 року півторарічний син Азамата загинув в результаті падіння з вікна квартири на дев'ятому поверсі. Учасники групи повідомили, що на невизначений термін припиняють концертну і творчу діяльність. Дует повідомив про повернення в творчу діяльність після дев'ятимісячної перерви. 14 серпня 2018 року відбулася прем'єра короткометражного документального фільму «Charisma», режисером якого є Айсултан Сеита. Проживають у Владикавказі.
В деяких випусках «ЧБД», яке є проєктом Газпром-медіа можна побачити Азамата і Сослана які сидять в глядацькій залі. З соціальних мереж відомо про їхню дружбу з командою «ЧБД» одним учасником якої є Нурлан Сабуров, котрий грубо пожартував про українських жінок жертв зґвалтувань російськими військовими.

## Дискографія
| Назва         | Інформація                       |
| ------------- | -------------------------------- |
| ЭNaMi         | - Реліз: 2013 - Лейбл: - Формат: |
| Hajime, pt. 1 | - Реліз: 2016 - Лейбл: - Формат: |
| Hajime, pt. 2 | - Реліз: 2016 - Лейбл: - Формат: |
| Умшакалака    | - Реліз: 2017 - Лейбл: - Формат: |
| Hajime pt. 3  | - Реліз: 2018 - Лейбл: - Формат: |
| YAMAKASI      | - Реліз: 2020 - Лейбл: - Формат: |
| HATTORI       | - Реліз: 2022 - Лейбл: - Формат: |

## Музичні відео
| Рік  | Назва             | Примітки                                              |
| ---- | ----------------- | ----------------------------------------------------- |
| 2015 | Санавабич (рос.)  |                                                       |
| 2016 | Hajime (рос.)     |                                                       |
| 2016 | Бошка (рос.)      |                                                       |
| 2016 | Двигайся (рос.)   |                                                       |
| 2017 | Райзап (рос.)     | (за уч. Amigo)                                        |
| 2017 | I Got Love (рос.) | (за уч. Рем Дігга)                                    |
| 2018 | Captain (рос.)    | (Live)                                                |
| 2018 | Charisma (рос.)   | (Документальний фільм)                                |
| 2018 | Hustle (рос.)     | (за уч. Andy Panda)                                   |
| 2019 | Force(рос.)       | (за уч. Andy Panda а також TumaniYO)                  |
| 2019 | BILLBOARD         | (за уч. Andy Panda, 104, СКРИПТОНИТ а також TumaniYO) |
| 2019 | Trenchtown        |                                                       |
| 2020 | Brooklyn          | (за уч. TumaniYO)                                     |
| 2020 | YAMAKASI          | (за уч. MiyaGi та Andy Panda)                         |